# 中心 (北达科他州)
中心（英語：Center），是美国北达科他州下属的一座城市。根据2010年美国人口普查，该市有人口571人。2011年估计该市有人口567人，相对于2010年，增长率为?0.70%。